# Galerella (zoogdier)
Galerella is een geslacht van zoogdieren uit de familie Herpestidae (mangoesten).

## Soort
- Galerella sanguinea (Rüppell, 1836) (Slanke mangoeste)